# Туризам у Словачкој
Туризам у Словачкој нуди природне пејзаже, планине, пећине, средњовековне замкове и градове, народну архитектуру, бање и скијалишта.
Више од 5,0 милиона људи посетило је Словачку у 2017. години, а најатрактивније дестинације су главни град Братислава и Високе Татре. Највише страних посетилаца долази из Чешке (око 26 процената), Пољске (15 процената) и Немачке (11 процената). Већина свих посетилаца су Словаци (60 процената или око три милиона).

## Статистика
Већина посетилаца Словачке који су боравили у објектима за туристички смештај потиче из:
| Број                  | Држава                | 2015      | 2016      | 2017      |
| --------------------- | --------------------- | --------- | --------- | --------- |
| 1                     | Чешка                 | 509.700   | 621,475   | 645,195   |
| 2                     | Пољска                | 168,358   | 188,284   | 209,524   |
| 3                     | Њемачка               | 158,857   | 178,047   | 192,328   |
| 4                     | Мађарска              | 69,563    | 91,175    | 101.406   |
| 5                     | Аустрија              | 81,589    | 88,123    | 96,777    |
| 6                     | Уједињено Краљевство  | 64,891    | 77,837    | 79,797    |
| 7                     | Кина                  | 28,154    | 41,332    | 61,346    |
| 8                     | Италија               | 59,294    | 65.050    | 59.775    |
| 9                     | Украјина              | 51,591    | 52.850    | 53,024    |
| 10                    | Сједињене Државе      | 40,553    | 45,670    | 46,728    |
| Укупно страни туристи | Укупно страни туристи | 1,721,193 | 2,027,009 | 2,162,384 |

## Природно окружење
Око 40% Словачке је покривено шумама. Словачке шуме садрже широк биодиверзитет, а животиње укључују мрке медведе, вукове, лисице, дивље свиње, бизамске пацове, дивокозе и рисове. Словачка има висок проценат дивљих животиња укључених у заштићена подручја. Готово да нема планинских ланаца и подручја која нису под неким обликом заштите.
Једна од главних туристичких атракција Словачке су планине Татре (посебно Високе Татре), највиши део Карпата. Садрже бројне ретке биљне и животињске врсте и нуде бројне могућности скијања, планинарења и пешачења.
Реке и потоци у словачким планинама често се користе за рафтинг и друге активности и спортове на води. Употреба сплавова има веома дугу традицију, а посебно су сплавови на спектакуларној реци Дунајец веома популарни међу туристима.
Словачка садржи бројне минералне изворе и бање. У 2007. години постојале су 94 бање, које садрже више од 11.900 кревета. 2007. године у словачким бањама било је 276.200 посетилаца, што је пораст од 9% у односу на 2006. годину. 35,2% посетилаца било је страно.
Бање укључују:
- Балнеолошке бање: Бојњице, Брусно, Дудинце, Лучки, Пјештјани, Скљење Тјеплице, Сљач, Смрдаки, Тренчинске Тјеплице, Турчјанске Тјеплице
- Климатске бање: Нови Смоковец, Штос, Штрпске Плесо, Татранске Матлијаре, Високе Татре
- Мешане бање: Бардјејовске купеле, Чиж, Њимница, Рајецке Тјеплице и Вишње Ружбахи

У целој земљи се граде нови водени паркови. Недавно изграђени паркови укључују Татраландија у Липтовском Микулашу, Аквасити у Попраду и Акватермал у Сењецу.
Словачка крашка подручја нуде изузетно велик број пећина и њихов списак се сваке године проширује захваљујући новим открићима. Тринаест пећина је отворено за јавност, од којих је најдужа дужине 9 км. Неки од њих проглашени су УНЕСКО-вим локацијама светске баштине. Међу њима је Охтинска арагонитска пећина, једна од три арагонитске пећине на свету.

## Архитектура и знаменитости

### Замкови
- Замак Братислава
- Дворац Тренчин
- Дворац Спиш
- Дворац Орава
- Замак Бојнице
- Будатин град, Жилина

Словачка садржи много двораца, од којих је већина у рушевинама. Најпознатији замкови укључују дворац Бојњице (који се често користи као место снимања), дворац Спиш (највећи утврђени дворац у Европи, на листи УНЕСКО), Орава, замак Братислава, и остаци Дјевинског замка. Дворац Чахтице некада је био дом најкреативније жене на свету, серијске убице, „Крваве даме“, Ержебет Батори.

### Историјска архитектура
Положај Словачке у Европи и прошлост земље (део мултикултурне Краљевине Угарске, Хабзбуршке монархије и Чехословачке) учинили су многе градове сличним градовима у Чешкој (као што је Праг), Аустрији (попут Салцбурга) или Мађарској (као што је Будимпешта). У многим градовима је сачувано историјско средиште са најмање једним тргом. Велики историјски центри могу се наћи у Братислави, Тренчину, Кошицама, Банској Штјавњици, Љевочи и Трнави. Последњих година историјски центри пролазе кроз рестаурацију.

### Цркве
- Катедрала Светог Мартина у Братислави
- Црква Свете Елизабете, позната као Плава црква у Братислави
- Катедрала свете Јелисавете у Кошицама је највећа словачка црква [7]
- Базилика Светог Ђила у Бардјејову
- Базилика Светог Јакова у Љевочи
- Црквени торањ у Липтовској Мари
- Катедрала у Њитри
- Катедрала у Трнави
- Црква Св Јована Крститеља у Прешову

Историјске цркве се могу наћи у готово сваком селу и граду у Словачкој. Већина их је изграђена у барокном стилу, али има и много примера романске и готичке архитектуре, на пример Банска Бистрица, Бардјејов и Спишска Капитула. Црква Светог Јакова у Љевочи са највишим дрвеним резбареним олтаром на свету и Црква Светог Духа у Жехри са средњовековним фрескама су на листи УНЕСКО-ве светске баштине. Катедрала Св. Мартина у Братислави послужила је као црква крунисања за Краљевину Мађарску. Најстарије сакралне грађевине у Словачкој потичу из великоморавског периода у 9. веку. Врло драгоцене грађевине су комплетне дрвене цркве северне и североисточне Словачке. Већину су градили од 15. века надаље католици, лутерани и припадници цркава источног хришћанства.

### Фолклор
Словачка такође има богате народне традиције: песме, плесове, народну уметност, народне ношње и народну архитектуру. Комплетна историјских села су сачувани само у неким случајевима, као што су Чичмани, Влколинец (УНЕСКО локација), Брхловце, Шпања Долина, Остурња, Подбјел, Стара Хора у Себехљеби, Плавеци Петјер, Вељке Љеваре и Ждјар.

### Сувенири
Типични сувенири из Словачке су лутке одевене у народне ношње, керамички предмети, кристално стакло, резбарене дрвене фигуре, чрпакс (дрвени крчаг), фујаре (народни инструмент на листи УНЕСКО-а) и валашке (украшена народна секира) и пре свега производи направљени од љуске кукуруза и жице, нарочито људских фигура. Сувенири се могу купити у радњама које води државна организација Устредие лудовеј умелецкеј выроби - Центар за народну уметничку производњу. Ланац продавница Диело продаје дела словачких уметника и занатлија. Ове продавнице се углавном налазе у градовима.
Цене увезених производа углавном су исте као у суседним земљама, док су цене локалних производа и услуга, посебно хране, обично ниже .

## Храна и пиће
Храна је релативно јефтина у поређењу са западном Европом. Словачка нуди регионална вина и брендове пива. Најпопуларнија вина су из регије Токај, Мали Карпати, Њитра, Тополчани и Захорје. Хуберт је словачки бренд пенушавог вина а Карпатски бренди специјал је популарна ракија. Демановка и Хорец су традиционални биљни ликери. Друга популарна словачка дестилована пића укључују сливовицу (шљивовицу) и боровичку, направљену од бобица клеке. Популарни брендови пива су Топвар, Злати Бажант, Шариш и Коргон.
Сир и производи од сира (нарочито сиреви бриндза, корбачик, оштипок, паренице и тварох) су традиционални словачки специјалитети.
Ако сте задовољни услугама у ресторану или у кафани, добровољно је да дате бакшиш особљу, јер није укључен у коначни рачун. То би могло бити до 10 посто укупног рачуна.

## Објекти са УНЕСКО-ве листе светске баштине
Објекти тренутно на листи:
- Банска Штјавњица (некадашњи рударски град) и тајхи (древни резервоари воде око града)
- Бардјејов (историјски град)
- Љевоча, дворац Спиш и припадајући споменици културе
  - Љевоча
  - Дворац Спиш
  - средњовековни црквени град Спишска Капитула
  - фреске у средњовековној цркви у Жехри
  - Спишске Подхрадје
- Влколинец (народна архитектура)
- Пећине на словачком красу :
  - Добшина ледена пећина
  - Пећина Домица
  - Пећина Гомбасек
  - Јасовска пећина
  - Краснохорска пећина
  - Охтинска арагонска пећина
- Исконске букове шуме у Националном парку Полонини и планинама Вихорлат (локалитети: Хавешова, Стужица, Рожок и Кијовски пралес)
- Дрвене цркве у централној и источној Словачкој (Хервартов, Тврдошин, Кежмарок, Љештина, Хронсек, Бодружал, Ладомирова, Руска Бистра)

## Историја
Туризам у данашњој Словачкој почео је да се развија средином 19. века када су путници почели да посећују планине Високе Татре и Ниске Татре. Први смештајни и угоститељски објекти изграђени су крајем 19. века, а овај развој се убрзао након 1918. године стварањем Чехословачке. Број туриста је непрекидно растао са 270.000 домаћих и 45.000 страних туриста 1926. на 546.000 домаћих и 82.000 страних туриста 1936. године. Развој туристичке гране успорио се током Другог светског рата. Након увођења комунистичког режима 1948. године, западни туристи више нису били добродошли у Чехословачкој, што је природно проузроковало материјалне губитке у туризму. Туризам је комунистички режим контролисао идеолошки, политички и економски, а режим није успео да уложи довољно у туристичке објекте и инфраструктуру (са изузетком регије Високе Татре). Са друге стране, међутим, пошто је већини чехословачких грађана практично забрањено путовање у иностранство (посебно на Запад), режим је морао да обезбеди више рекреационих садржаја за становништво у својој земљи: 1989. (на крају комунистичког режима ), у Словачкој је било 988 смештајних капацитета (389 хотела, 17 мотела, 200 хостела, 82 кампа, 130 викендица и других) са 145.822 кревета. Њих је користило око 3,9 милиона туриста (956.702 из иностранства). Највећи туристички центри били су Братислава, Високе Татре, Кошице, Банска Бистрица и Пјештјани. Број туристичких агенција ограничила је влада.
После пада комунизма 1989. године, словачки туризам почео је да се прилагођава условима тржишне економије. Објекти су постепено приватизовани и изграђени су нови, такође уз помоћ страног капитала. Основане су десетине нових туристичких агенција, а знатно су порасли број туриста из иностранства и приходи од туризма. Повећао се и пасивни туризам (Словаци који путују у иностранство) - током 1990-их Словаци су путовали претежно у суседне земље и Хрватску, а од краја 1990-их иностране дестинације Словака су се пребациле на главне светске туристичке дестинације (Египат, Француска, Индонезија итд.) .

## Занимљивости
2006. године словачка влада формално је протестовала против филма Хостел, наводећи да филм приказује Словачку као опасну земљу са полицијском корупцијом, у којој се лако могу киднаповати и убити туристи. Филм је, навела је влада, оштетио имиџ Словачке и могао би бити штетан за туристичку индустрију.